# Valdei Lopes de Araujo
Valdei Lopes de Araujo é um professor universitário e historiador brasileiro. Presidente da Associação Nacional de História entre 2021 e 2023.

## Formação
Possui graduação (1995) e mestrado em História (1998) pela Universidade do Estado do Rio de Janeiro. Seu doutorado, defendido em 2003 sob o título A Experiência do Tempo: modernidade e historicização no Império do Brasil (1823-1845), foi realizado com a orientação de Luiz Costa Lima, na Pontifícia Universidade Católica do Rio de Janeiro.
Realizou dois pós doutorados, pela Universidade de São Paulo, entre 2008 e 2009, e pela Ruhr-Universität Bochum, em 2016.

## Atuação
É professor, desde 2004, da Universidade Federal de Ouro Preto, lecionando História da Historiografia Brasileira e Teoria da História.
Entre 2021 e 2023 foi presidente da Associação Nacional de História. Também é sócio benemérito do Instituto Histórico e Geográfico Brasileiro.

## Produção
Possui uma vasta produção em História da Historiografia Brasileira, Teoria da História e História do Tempo Presente. Publicou em diversas revistas cientificas, sendo editor da História da Historiografia, Almanack e Revista Brasileira de História.
Escreve com constância para o Jornalistas Livres.

### Livros
- A independência narrada: introdução à História da Historiografia Brasileira. Niterói: Proprietas, 2022.
- Bolsotrump: realidades paralelas (2020 - 2022). Rio de Janeiro: Fundação Getúlio Vargas, 2022. Conjuntamente a Mateus Henrique de Faria Pereira.
- Almanaque da COVID-19: 150 dias para não esquecer ou a história do encontro entre um presidente fake e um virus real. Vitória: Milfontes, 2020. Conjuntamente a Mateus Henrique de Faria Pereira e Mayra Medeiros.
- Atualismo 1.0: Como a ideia de atualização mudou o século XXI. Vitória: Milfontes, 2019. Conjuntamente a Mateus Henrique de Faria Pereira, com duas edições. A obra já está com a tradução em inglês programada para lançamento em 2024, pela Bloomsbury Academic.[6]
- Teoria da História. Rio de Janeiro: Puc-Rio; UERJ; MEC, 2011. Conjuntamente a Janaína Oliveira.
- A experiência do tempo: conceitos e narrativas na formação nacional brasileira (1813-1845). São Paulo: Hucitec, 2008.
- Teófilo Benedito Ottoni e a Companhia do Mucuri: a modernidade possível. Belo Horizonte: Secretaria de Cultura de Minas Gerais, 2007. Resultante de sua dissertação de mestrado, orientada por Orlando de Barros e Cleia Schiavo Weyrauch, sobre Teófilo Ottoni.
- A Filadélfia de Theófilo Ottoni: uma aventura cidadã. Belo Horizonte: Afato, 2003.

### Organizações
- Do Fake ao Fato: (des)atualizando Bolsonaro. Vitória: Milfontes, 2020. Conjuntamente a Mateus Henrique de Faria Pereira.
- Disputas pelo passado: história e historiadores no império do Brasil. Ouro Preto: Edufop, 2012. Conjuntamente a Maria da Glória de Oliveira.
- Aprender com a história? O passado e o futuro de uma questão. Rio de Janeiro: FGV, 2011. Conjuntamente a Helena Miranda Mollo e Fernando Nicolazzi.
- Estado, região e sociedade: contribuições sobre história social e política. Belo Horizonte: Argumentum, 2008. Conjuntamente a Andrea Lisly Gonçalves.
- A dinâmica do historicismo: revisitando a historiografia moderna. Belo Horizonte: Argumentum, 2008. Conjuntamente a Helena Miranda Mollo, Sérgio da Mata e Flávia Varella.
- Nenhum Brasil Existe: pequena enciclopédia. Rio de Janeiro: Topbooks, 2003. Conjuntamente a João Cezar de Castro Rocha.